# Coucy-le-Château-Auffrique
Coucy-le-Château-Auffrique je naselje in občina v severnem francoskem departmaju Aisne regije Pikardije. Leta 1999 je naselje imelo 995 prebivalcev.

## Zgodovina
V srednjem veku je bil sedež mogočnega barona de Coucyja, vključno z Enguerrandom III. in Enguerrand VII. de Coucy. V svojem času je bil grad Coucy eden najpomembnejših utrdb v Evropi in je imel največji stanovanjski stolp z več kot 50 metrov visokim donžonom. V času gibanja Fronda je bil grad leta 1652 delno uničen zaradi zavrnitve, da bi se vojska Mazarina podredila Ludviku XIV. in opustil kot grad. Leta 1917 so nemški vojaki razstrelili ogromen okrogel stolp in druge zgradbe osrednjega gradu v operaciji Alberich, ker je bil v prvi svetovni vojni v prvi liniji in kompleks težko poškodovali. Danes je ohranjen le kot ruševina.
Izjemno samozavestni moto Enguerranda III., za katerega je bilo prav tako rečeno, da ima določeno zanimanje za francoski prestol, je bil Roy ne suis, ne princ, ne Duc, ne compte aussy - je suis le sire de Coucy! - 'Nisem kralj, noben princ, noben vojvoda, ne grof - jaz sem gospodar Coucy!' Njegovi nasledniki so to vzeli za geslo.
Občina Coucy-le-Château-Auffrique je bila ustanovljena leta 1921 z združitvijo občin Coucy-le-Château in Auffrique-et-Nogent.
Od leta 1793 do vseevropske reorganizacije kantonov leta 2015, je bilo glavno mesto Coucy-le-Château-Auffrique (francosko: chef-lieu) kantona Coucy-le-Château-Auffrique

## Geografija
Kraj leži ob reki Oise zahodno od Laona.

## Administracija
Coucy-le-Château-Auffrique je sedež istoimenskega kantona, v katerega so poleg njegove vključene še občine Audignicourt, Barisis, Besmé, Bichancourt, Blérancourt, Bourguignon-sous-Coucy, Camelin, Champs, Coucy-la-Ville, Crécy-au-Mont, Folembray, Fresnes, Guny, Jumencourt, Landricourt, Leuilly-sous-Coucy, Manicamp, Pierremande, Pont-Saint-Mard, Quierzy, Quincy-Basse, Saint-Aubin, Saint-Paul-aux-Bois, Selens, Septvaux, Trosly-Loire, Vassens in Verneuil-sous-Coucy z 11.146 prebivalci.
Kanton je sestavni del okrožja Laon.

## Zanimivosti
- Ruševine gradu Château de Coucy, zgrajene v 13. stoletju, od leta 1862 francoski zgodovinski spomenik. Prvotna utrdba je bila omenjena že leta 920. Sodobno mesto je stisnjeno v prostor znotraj srednjeveških zidov.
- Srednjeveški vrt
- Domaine de la Grangère (zeleni prostor za vrt guvernerjeve hiše) - znamenitost razvrščena leta 1931
- Cerkev Presvetega Odrešenika, zgodovinski spomenik od leta 1920 - obnovljena po prvi svetovni vojni.
- Mestna vrata - Porte de Chauny, Porte de Laon in Porte de Soissons
- Gozd blizu mesta Coucy je kraj, kjer je bila postavljen pariški top in prvič uporabljen v prvi svetovni vojni